# Copa del Món de Futbol de 1982 - Grup D
El Grup D de la Copa del Món de Futbol 1982, disputada a Espanya, formava part de la segona fase de la competició. Estava compost per tres equips, que s'enfrontaren entre ells amb un total de 3 partits. El més ben classificat va passar a la ronda final.

## Integrants
El grup D està integrat per les seleccions següents:
| França | Àustria | Irlanda del Nord |
| ------ | ------- | ---------------- |

## Classificació
| Pos | Equip            | PJ | PG | PE | PP | GF | GC | DG | Pts | Classificació          |
| --- | ---------------- | -- | -- | -- | -- | -- | -- | -- | --- | ---------------------- |
| 1   | França           | 2  | 2  | 0  | 0  | 5  | 1  | +4 | 4   | Avança a la fase final |
| 2   | Àustria          | 2  | 0  | 1  | 1  | 2  | 3  | −1 | 1   |                        |
| 3   | Irlanda del Nord | 2  | 0  | 1  | 1  | 3  | 6  | −3 | 1   |                        |

## Partits

### Àustria vs França
| Àustria | 0–1     | França       |
| ------- | ------- | ------------ |
|         | Informe | Genghini 39' |

| Àustria | França |

| POR                          | 1  | Friedrich Koncilia   |     |     |
| DEF                          | 3  | Erich Obermayer (c)  | 60' |     |
| DEF                          | 2  | Bernd Krauss         |     |     |
| DEF                          | 5  | Bruno Pezzey         |     |     |
| DEF                          | 4  | Josef Degeorgi       |     | 46' |
| MIG                          | 6  | Roland Hattenberger  |     |     |
| MIG                          | 8  | Herbert Prohaska     |     |     |
| MIG                          | 10 | Reinhold Hintermaier |     |     |
| DAV                          | 11 | Kurt Jara            |     | 46' |
| DAV                          | 7  | Walter Schachner     |     |     |
| DAV                          | 9  | Hans Krankl          |     |     |
| Substituts:                  |    |                      |     |     |
| DEF                          | 14 | Ernst Baumeister     |     | 46' |
| DAV                          | 18 | Gernot Jurtin        |     |     |
| DEF                          | 19 | Heribert Weber       |     |     |
| DAV                          | 20 | Kurt Welzl           |     | 46' |
| POR                          | 22 | Klaus Lindenberger   |     |     |
| Seleccionadors:              |    |                      |     |     |
| Felix Latzke i Georg Schmidt |    |                      |     |     |

| POR            | 22 | Jean-Luc Ettori      |  |     |
| DEF            | 8  | Marius Trésor (c)    |  |     |
| DEF            | 5  | Gérard Janvion       |  |     |
| DEF            | 4  | Maxime Bossis        |  |     |
| DEF            | 3  | Patrick Battiston    |  |     |
| MIG            | 9  | Bernard Genghini     |  | 85' |
| MIG            | 12 | Alain Giresse        |  |     |
| MIG            | 14 | Jean Tigana          |  |     |
| DAV            | 20 | Gérard Soler         |  |     |
| DAV            | 17 | Bernard Lacombe      |  | 15' |
| DAV            | 19 | Didier Six           |  |     |
| Substituts:    |    |                      |  |     |
| POR            | 1  | Dominique Baratelli  |  |     |
| DEF            | 6  | Christian Lopez      |  |     |
| MIG            | 11 | René Girard          |  | 85' |
| MIG            | 13 | Jean-François Larios |  |     |
| MIG            | 18 | Dominique Rocheteau  |  | 15' |
| Seleccionador: |    |                      |  |     |
| Michel Hidalgo |    |                      |  |     |

### Àustria vs Irlanda del Nord
| Àustria                      | 2–2     | Irlanda del Nord  |
| ---------------------------- | ------- | ----------------- |
| Pezzey 50' · Hintermaier 68' | Informe | Hamilton 27', 75' |

| Àustria | Irlanda del Nord |

| POR                          | 1  | Friedrich Koncilia   |     |     |
| DEF                          | 3  | Erich Obermayer (c)  |     |     |
| DEF                          | 2  | Bernd Krauss         |     |     |
| DEF                          | 5  | Bruno Pezzey         |     |     |
| DEF                          | 17 | Johann Pregesbauer   |     | 46' |
| MIG                          | 12 | Anton Pichler        | 86' |     |
| MIG                          | 8  | Herbert Prohaska     |     |     |
| MIG                          | 14 | Ernst Baumeister     |     |     |
| DAV                          | 7  | Walter Schachner     |     |     |
| DAV                          | 13 | Max Hagmayr          |     | 46' |
| DAV                          | 18 | Gernot Jurtin        |     |     |
| Substituts:                  |    |                      |     |     |
| MIG                          | 10 | Reinhold Hintermaier |     | 46' |
| MIG                          | 15 | Johann Dihanich      |     |     |
| DEF                          | 16 | Gerald Messlender    |     |     |
| DAV                          | 20 | Kurt Welzl           |     | 46' |
| POR                          | 22 | Klaus Lindenberger   |     |     |
| Seleccionadors:              |    |                      |     |     |
| Felix Latzke i Georg Schmidt |    |                      |     |     |

| POR            | 17 | Jim Platt          |  |     |
| DEF            | 2  | Jimmy Nicholl      |  |     |
| DEF            | 5  | Chris Nicholl      |  |     |
| DEF            | 12 | John McClelland    |  |     |
| DEF            | 13 | Sammy Nelson       |  |     |
| MIG            | 8  | Martin O'Neill (c) |  |     |
| MIG            | 10 | Sammy McIlroy      |  |     |
| MIG            | 4  | David McCreery     |  |     |
| MIG            | 9  | Gerry Armstrong    |  |     |
| DAV            | 16 | Norman Whiteside   |  | 68' |
| DAV            | 11 | Billy Hamilton     |  |     |
| Substituts:    |    |                    |  |     |
| DEF            | 6  | John O'Neill       |  |     |
| MIG            | 7  | Noel Brotherston   |  | 68' |
| MIG            | 14 | Tommy Cassidy      |  |     |
| MIG            | 20 | Jim Cleary         |  |     |
| POR            | 22 | George Dunlop      |  |     |
| Seleccionador: |    |                    |  |     |
| Billy Bingham  |    |                    |  |     |

### França vs Irlanda del Nord
| França                                | 4–1     | Irlanda del Nord |
| ------------------------------------- | ------- | ---------------- |
| Giresse 33', 80' · Rocheteau 46', 68' | Informe | Armstrong 75'    |

| França | Irlanda del Nord |

| POR            | 22 | Jean-Luc Ettori     |     |     |
| DEF            | 2  | Manuel Amoros       |     |     |
| DEF            | 8  | Marius Trésor       |     |     |
| DEF            | 5  | Gérard Janvion      |     |     |
| DEF            | 4  | Maxime Bossis       |     |     |
| MIG            | 9  | Bernard Genghini    |     |     |
| MIG            | 12 | Alain Giresse       |     |     |
| MIG            | 10 | Michel Platini (c)  |     |     |
| MIG            | 14 | Jean Tigana         | 57' |     |
| DAV            | 18 | Dominique Rocheteau |     | 83' |
| DAV            | 20 | Gérard Soler        |     | 63' |
| Substituts:    |    |                     |     |     |
| DEF            | 3  | Patrick Battiston   |     |     |
| DEF            | 6  | Christian Lopez     |     |     |
| DAV            | 16 | Alain Couriol       |     | 83' |
| MIG            | 19 | Didier Six          |     | 63' |
| POR            | 21 | Jean Castaneda      |     |     |
| Seleccionador: |    |                     |     |     |
| Michel Hidalgo |    |                     |     |     |

| POR            | 1  | Pat Jennings       |     |     |
| DEF            | 2  | Jimmy Nicholl      |     |     |
| DEF            | 5  | Chris Nicholl      |     |     |
| DEF            | 12 | John McClelland    |     |     |
| DEF            | 3  | Mal Donaghy        |     |     |
| MIG            | 8  | Martin O'Neill (c) |     |     |
| MIG            | 10 | Sammy McIlroy      |     |     |
| MIG            | 4  | David McCreery     |     | 86' |
| MIG            | 9  | Gerry Armstrong    |     |     |
| DAV            | 11 | Billy Hamilton     | 59' |     |
| DAV            | 16 | Norman Whiteside   |     |     |
| Substituts:    |    |                    |     |     |
| DEF            | 6  | John O'Neill       |     | 86' |
| MIG            | 14 | Tommy Cassidy      |     |     |
| MIG            | 15 | Tommy Finney       |     |     |
| POR            | 17 | Jim Platt          |     |     |
| MIG            | 20 | Jim Cleary         |     |     |
| Seleccionador: |    |                    |     |     |
| Billy Bingham  |    |                    |     |     |